# آموزشگاه هوانوردی افق تابان پدیدار
الگو:Db-باشگاه

### مرکز آموزش هوانوردی افق تابان پدیدار
آموزشگاه هوانوردی افق تابان پدیدار در سال 1400 موفق به کسب مجوز از سازمان هواپیمایی کشوری ایران شد و از همان سال آموزش خود را به‌طور رسمی شروع کرد. مرکز آموزش این آموزشگاه تهران و مشهد و اصفهان می باشد.
ولی پایگاه دیگر در مشهد دارد که آموزش می دهند و در شهر های دیگر با همکاری برخی آموزشگاه ها فعالیت خود را شروع کرده اند.

### تاریخچه
آموزشگاه هوانوردی افق تابان توسط مهندس بهنام عبدالله پور راه اندازی شد و در تمامی دوره های هوانوردی فعالیت دارند.
این آموزشگاه با داشتن 3 هواپیما تکنام P92 در فرودگاه پیام دوره های خلبانی خود را شروع کرده است.
در دی ماه سال ۱۴۰۳ این آموزشگاه  یک فروند هواپیمای تکنام ۲۰۱۰ را وارد ناوگان آموزشی خود کرد.
گفتنی است مرکز آموزش هوانوردی افق تابان دوره های بیسیک و تایپ فنی و مهندسی هواپیماهای MD Series – Boeing B737 Classic – Airbus 310 – Airbus 300-600  را برگزار می کند.

### دوره های آموزش تخصصی
دوره های خلبانی

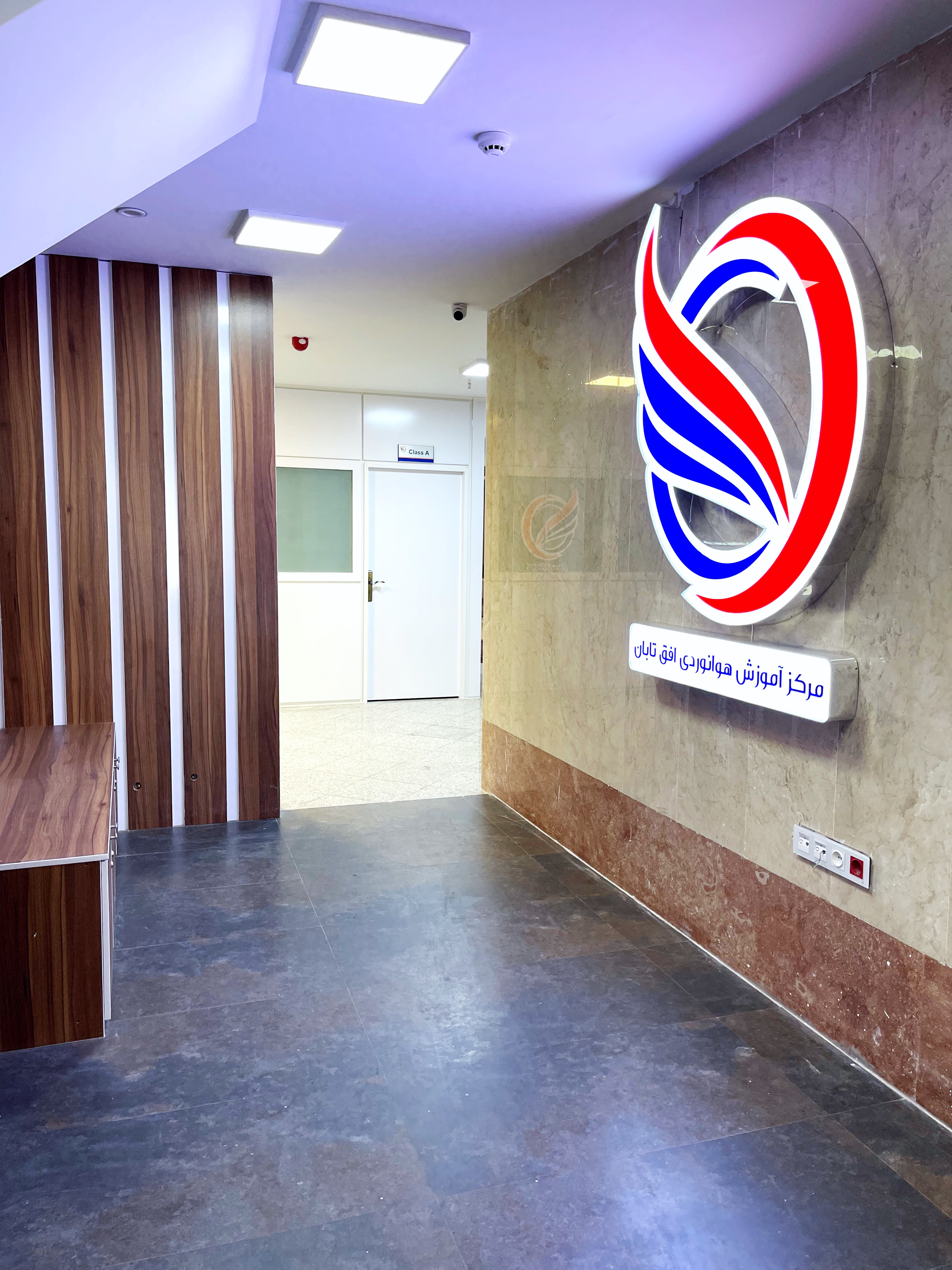

ATP Integrated (گواهینامه یکپارچه خلبانی از ابتدا تا گواهینامه بین المللی)
PPL (گواهینامه خلبانی شخصی)
CPL (گواهینامه خلبانی تجاری)
IR پرواز با دستگاه
ATPL (گواهینامه خلبانی حمل و نقل هوایی)
FI (استاد خلبانی)
دوره های فنی و مهندسی
برگزاری دوره های تایپ هواپیمای BOEING 737 CLASSIC (B1.1,B2)
برگزاری دوره های تایپ هواپیمای BOEING MD SERIES (B1.1,B2)
برگزاری دوره های تایپ هواپیمای Airbus 310 (B1.1,B2)
برگزاری دوره های تایپ هواپیمای Airbus 300-600 (B1.1,B2)

## امکانات و تجهیزات مرکز آموزش هوانوردی افق تابان پدیدار

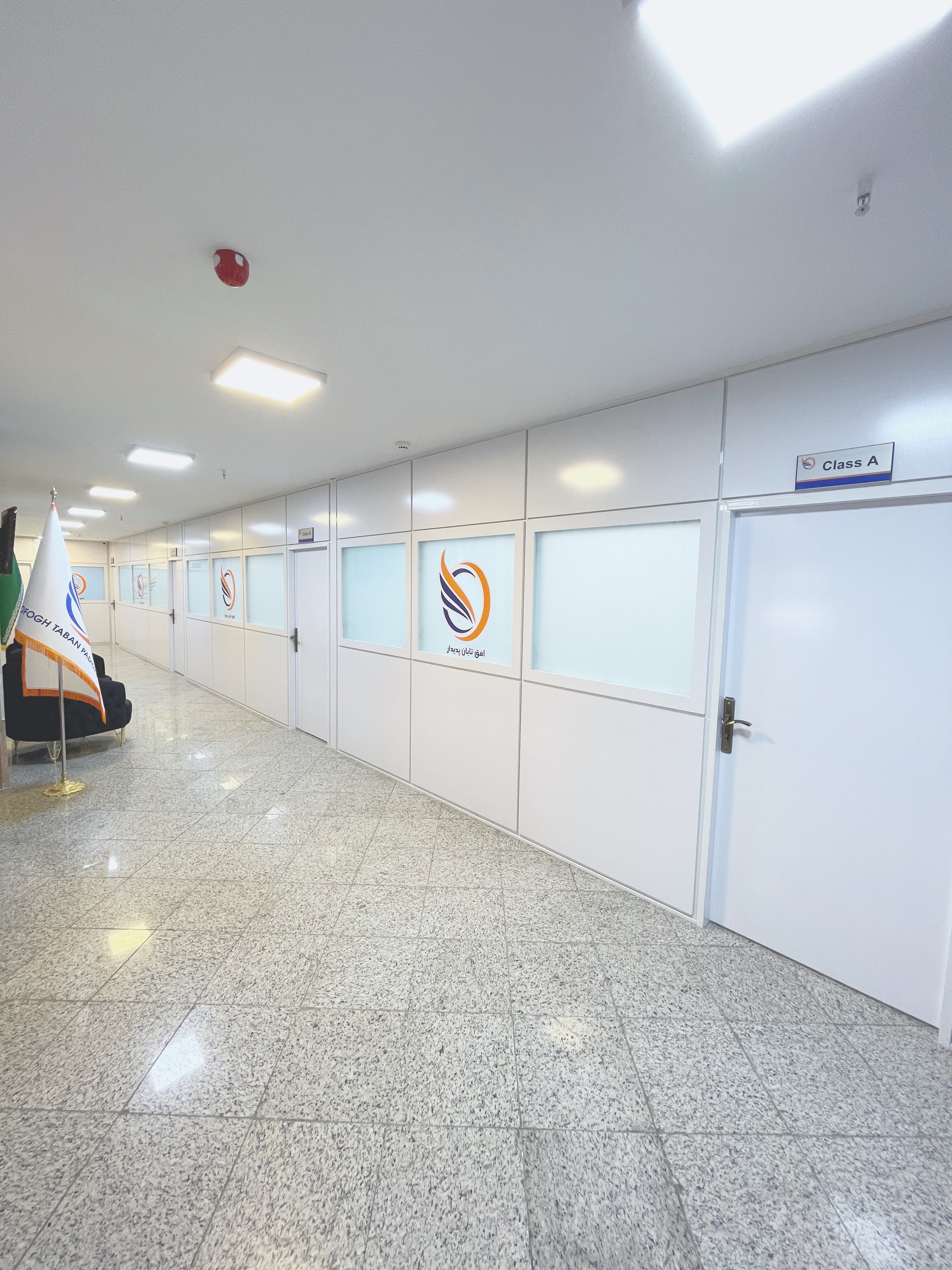

۵ فروند هواپیمای تک موتوره TECNAM P92
۲ فروند هواپیمای تک موتوره TECNAM 2010 
۱ فروند هواپیمای تک موتوره  CESSNA 172 
شبیه ساز پرواز متحرک سسنا 172 (SIMULATOR)
بهره مندی از بهترین استادان صنعت هوانوردی
استفاده از آخرین تجهیزات آموزشی زمینی و پروازی
برگزاری آزمون های جامع در پایان دوره آموزشی
برگزاری دوره های عملی و آموزشی در فرودگاه مشهد
برنامه ریزی آموزشی مناسب جهت شاغلین
ارائه گواهینامه معتبر در پایان دوره با مجوز رسمی سازمان هواپیمایی کشوری